# Автомагистрала А1 (Словения)
Автомагистрала А1 на Република Словения (на словенски: Avtocesta A1) е транспортен коридор, който свързва Шентил (на австро-словенската граница) с Копер (град на Адриатическо море).
Пътят е с дължина от 250 км и преминава през градовете Марибор, Целе и Любляна.

## История
Строежът на магистралата започва през 1970 година, като през 1972 г. първият участък – от Връхника до Постойна – е завършен. Първата цялостна отсечка е открита за превозни средства на 29 декември 1972 г.
Крайната права – до Копер – е завършена на 23 ноември 2004 година, а последната отсечка Трояне – Благовица е отворена на 12 август 2005 г.